# 螺戊二烯
螺戊二烯（英語：Spiropentadiene）或称为领结二烯（bowtiediene）是一种分子式为C5H4的烃类物质。螺戊二烯是最简单的螺环状环烯烃，因其巨大的三元环张力，化学性质非常不稳定，需在零下100°C的环境中保存，在1991年首次合成。